# 安东涅塔·巴伊斯特罗基
安东涅塔·巴伊斯特罗基（義大利語：Antonietta Baistrocchi，1955年7月4日—1994年6月8日），意大利前女子篮球运动员。她曾代表意大利国家队参加1980年夏季奥林匹克运动会篮球比赛，结果获得第六名。